# Sabbatical
Das Sabbatical oder das Sabbatjahr ist ein Arbeitszeitmodell für einen längeren Sonderurlaub.
Der aus den USA stammende Begriff sabbatical (von hebräisch שבת schabbat, deutsch ‚aufhören, ruhen‘), nach dem Schabbat- bzw. Schmitajahr in der Tora (Bibel), wurde von Professoren an US-amerikanischen Universitäten als Begriff für ein Forschungssemester oder Freisemester geprägt.
Im weiteren Sinne beschreibt Sabbatical/Sabbatjahr oder auch gap year einen Zeitraum der Teilzeitarbeit oder Freistellung, umgangssprachlich auch Auszeit genannt.
An europäischen Hochschulen sind solche Auszeiten seit den 1990er-Jahren möglich und werden zunehmend in Anspruch genommen. Analoge Regelungen entwickeln sich auch in der Wirtschaft, insbesondere in größeren Unternehmen.

## Gründe und Ziele
Wofür das Sabbatical im Detail verwendet wird, steht im Allgemeinen frei. Die häufigsten Gründe, sich für längere Zeit aus der Arbeitswelt zurückzuziehen, sind
- Weiterbildung
- Umschulung
- Steigerung von Motivation und Kreativität
- Reisen
- umfangreichere Erholung, gerade im Hinblick auf eine insgesamt verlängerte Lebensarbeitszeit[3]
- Unterstützung sozialer Projekte
- im Hochschulbereich Zeit für konzentrierte Forschung
- Überdenken der künftigen Arbeitsrichtung
- berufliche Neuorientierung
- einem Burnout vorzubeugen, oder sich ggf. davon zu erholen.
- eine zeitintensive Partnerschafts- oder Familienphase einzulegen oder
- oft verbunden mit einer Altersteilzeitregelung – in den vorgezogenen Ruhestand zu gehen.

Australier und Japaner nehmen sich diese Zeit, um auf Reisen nach Europa zu gehen oder sich in den USA weiterzubilden. In den USA stellen viele Menschen ihre Arbeitskraft sozialen Projekten zur Verfügung. In Kanada gibt es gesetzliche Regelungen für Mitarbeiter mit mehr als 5 Jahren ununterbrochener Berufstätigkeit in einem Unternehmen, die bei vier Wochen bezahlter Freistellung beginnen und letztendlich im Kontext der nordamerikanischen Arbeitsbedingungen zu sehen sind, die einen Urlaubsanspruch nach europäischem Maßstab nicht kennen. Daher wird der Nutzwert derartiger Angebote in den USA deutlich positiv beurteilt. In Europa finden sich einer Übersicht des Deutschen Bundestags von 2018 zufolge verschiedene Regelungen.

### Studien zur Thematik
In Deutschland sind insbesondere drei Studien zur Planung und Umsetzung bekannt.
- Die Wimdu/xing-Studie von 2017 verweist darauf, dass sich über die Hälfte der Befragten für ein Sabbatical interessieren.[8]
- Eine qualitative Studie an der Fernuniversität Hagen unter zehn Probanden nach der Grounded-Theory-Methode zeigte auf, dass erfolgreiche Sabbaticals einem logisch strukturierten Prozess folgen.[9]
- Eine Studie der HAW Würzburg-Schweinfurt von 2022 zeigt auf, dass die größten Probleme aus Arbeitnehmersicht mit der Organisation eines Sabbaticals verbunden sind. Ca. 30 % der Befragten interessieren sich für ein Sabbatical. Sie werden jedoch oft genug von der Umsetzung abgehalten, weil sie die Finanzierung nicht belastungsfähig absichern können und die Möglichkeiten der Rückkehr an den Arbeitsplatz nicht ausreichend geklärt sehen.[10]

Eine Aktualisierung und vor allem eine repräsentative Befragung erscheinen vor diesem Hintergrund notwendig.
Laut einer nicht repräsentativen Befragung von 630 Personalchefs durch das Ifo-Institut sind Sabbaticals in einem Viertel der befragten Unternehmen möglich, werden aber von weniger als einem Prozent der Belegschaft genutzt.

## Rahmenbedingungen
Die Dauer von Auszeiten kann durch spezielle Arbeitsverträge vereinbart werden, wird aber meist durch Arbeitszeitguthaben auf einem eigenen Zeitkonto verwaltet. Die entsprechenden Modelle werden als „Teilzeit-Invest“ (als Beispiel: Arbeitnehmer arbeitet fest vereinbart 9 Monate Vollzeit bei 75 % Gehalt und erhält danach 3 Monate Freistellung mit ebenfalls 75-%-Gehaltszahlung) oder „Teilzeit-Invest-Geldguthaben“, auch „Zeitwert-Guthaben-Modell“ genannt. Hierbei arbeitet ein Beschäftigter weiterhin Vollzeit und lässt vom Arbeitgeber ein Viertel seiner Bezüge zurücklegen, um dann z. B. nach 18 Monaten bis zu sechs Monate Freistellung bei 75-%-Bezahlung zu erhalten – hier wird also ein längerer Ansparzeitraum bzw. ein flexiblerer Antritt des Sabbaticals definiert, gegenüber dem Teilzeit-Invest-Modell.
Es gibt eine Vielzahl von rechtlichen Rahmen-Bedingungen, die vertraglich zu regeln sind:
- Wie kann der Mitarbeiter einen Freizeitanspruch aufbauen? Durch Lohnverzicht, durch den Aufbau von Plusstunden, durch Überstunden, siehe Langzeitkonto.
- Neben dem Sabbatical besteht weiterhin der Anspruch auf bezahlten Urlaub oder ist dieser abgegolten?
- Bleibt das Einkommen während der gesamten Zeit konstant oder ist es während der Auszeit höher/niedriger?
- Es müssen klare Regeln getroffen werden, ob und wie Krankheitszeiten im Sabbatical angerechnet werden.

Probleme kann die Organisation der Vertretung bereiten. Auch kann die Wiedereinarbeitung nach einem Sabbatical für den Arbeitnehmer problematisch werden. Zudem können bei einem längeren Aufenthalt im Ausland auch Fragen bezüglich Kindergeld und Sozialversicherungen entstehen.

## Regelungen für Beamte
In Deutschland besteht für Beamte die Möglichkeit, für die Dauer von zwei bis sechs Jahren für zwei Drittel bis sechs Siebtel des normalen Gehaltes zu arbeiten. Dafür kann man sich anschließend für ein Jahr völlig freistellen lassen und bekommt in diesem Jahr ebenfalls zwei Drittel bis sechs Siebtel der Dienstbezüge. Die Grundsätze zum Sabbatical werden in Deutschland durch die geltenden Beamtengesetze geregelt. Die nähere Ausgestaltung erfolgt nach den Regelungen auf Bundes- oder Landesebene.
Für kirchlich Beschäftigte gibt es ähnliche Regelungen.
In Österreich gibt es für Beamte und Vertragsbedienstete die Möglichkeit, ein Freijahr zu nehmen, wenn keine dienstlichen Gründe dagegensprechen und wenn der Bedienstete bereits eine bestimmte Zeit im öffentlichen Dienst gearbeitet hat (z. B. fünf Jahre im Bundesdienst, sechs Jahre im Wiener Landesdienst). Die Rahmenzeit beträgt im Regelfall fünf Jahre (davon ein Freijahr), während derer der Mitarbeiter 80 Prozent des üblichen Monatsbezuges erhält. Auch kürzere Rahmenzeiten und Freizeiten können vereinbart werden (geregelt in § 20a des Vertragsbedienstetengesetzes bzw. § 78e des Beamten-Dienstrechtsgesetzes).
In der Schweiz gibt es je nach Behörde, Anstellungsdauer und Kanton die Möglichkeit, für die Dauer von einem Jahr unbezahlten Urlaub zu nehmen und danach in der gleichen Stelle wieder einzusteigen. Für diese Zeit gibt es jedoch keinen Lohn und auch die Pensionskassen- sowie die Versicherungsgelder müssen vom Mitarbeiter selber übergangsweise getragen werden.

## Staatliche Förderung
In Deutschland gelten für einige Berufsgruppen als Angestellte im öffentlichen Dienst ähnliche oder gar die gleichen Regelungen wie für Beamte. Dies ist im Einzelfall mit der Dienststelle zu klären.
Angestellte können über die Zuschüsse nach dem Bundeselternzeitgesetz (BEEG) eine familienorientierte Auszeit von bis zu 12/14 Monaten Dauer eine Unterstützung erhalten. Zudem steht für ein entwicklungspolitisches Sabbatical Unterstützung im Rahmen des „Weltdienst30+“-Programms zur Verfügung, das auf sechs Monate begrenzt ist.
In Österreich gibt es für die Berufsgruppen der öffentlich Bediensteten die Möglichkeit, ein Sabbatical (Freijahr) zu nehmen. Diese berufliche Auszeit ist nicht an eine Weiterbildung gekoppelt. Voraussetzungen sind, dass keine dienstlichen Gründe dagegensprechen und die/der Bedienstete bereits eine bestimmte Zeit im öffentlichen Dienst gearbeitet hat. Während eines Freijahres bleibt das Arbeitsverhältnis bestehen – auch kürzere Auszeiten, z. B. mehrere Monate, können vereinbart werden. Für die Ansparung wird eine Rahmenzeit vereinbart, während derer die Mitarbeiterin/der Mitarbeiter nur einen Teil des üblichen Monatsbezugs erhält. Zum Beispiel: Während einer fünfjährigen Rahmenzeit werden 80 Prozent des Monatsbezugs ausbezahlt, dafür kann ein Jahr Auszeit genommen werden.
In Dänemark fördert der Staat Arbeitsunterbrechungen für Sabbatical-Zeiten finanziell. Für die Beschäftigten ist dadurch der Anreiz, ihre Erwerbstätigkeit zu unterbrechen, größer. Die freigewordenen Stellen werden im Idealfall von Langzeitarbeitslosen bis zur Rückkehr des Urlaubers ausgefüllt. Diesen wird so der berufliche Wiedereinstieg erleichtert. Auch die Niederlande und Finnland haben ähnliche Programme eingeführt. In Deutschland ist etwas Derartiges noch nicht in den Arbeitsalltag integriert. Jedoch können verschiedene Unterstützungsprogramme im Rahmen von Elternzeiten nach dem Bundeseltern- und Erziehungsgeldgesetz (BEEG) für ein Sabbatical genutzt werden.

## Rückkehr nach dem Sabbatical
Die Rückkehr nach einem Sabbatical gilt als nicht ganz unproblematisch. Gerade bei Auszeiten von mehr als vier Monaten besteht die Möglichkeit, dass der bisherige Arbeitsplatz zwischenzeitlich anderweitig besetzt wurde oder auch die eigene Motivation zur Rückkehr womöglich verschwunden ist. Eine sinnvolle Sabbatical-Planung sollte daher auch einen Alternativplan zur Rückkehr im Auge haben.

## Ursprünge
Ursprünge aus dem Hebräischen šabat: mit etwas aufhören, innehalten. Eine andere Erklärung geht von šeba (sieben) aus: der siebte Tag, das siebte Jahr. Das Sabbatjahr ist das letzte einer Reihe von sieben Jahren; dann sollen Sklaven freigelassen werden, auch Äcker und Weinberge sollen brach liegen. Was dennoch wächst, gehört den Armen. (Bibel, Buch Exodus 23, 10 f. und Buch 5. Buch Mose 15, 12–15)
Das Schmitajahr bezeichnet ein in der Tora beschriebenes göttliches Gebot:

„Und der Ewige redete zu Moscheh auf dem Berge Sinai, indem er sprach: Rede zu den Söhnen Jisraels, indem du zu ihnen sprichst: So ihr in das Land kommt, das ich euch geben werde, so hatte das Land einen Schabbat dem Ewigen. Sechs Jahre sollst du dein Feld besäen und sechs Jahre deinen Weinberg beschneiden und sammle dessen Ertrag ein. Aber im siebenten Jahre soll ein Schabbaton sein dem Lande, ein Schabbat dem Ewigen: Dein Feld sollst du nicht besäen und deinen Weinberg nicht beschneiden.“

In der römisch-katholischen Kirche wird Sabbatjahr von Leviticus 25, Vers 1 abgeleitet und als eine Freistellung vom Dienst angesehen, die zur Sammlung und geistlichen Neuorientierung von Amtsträgern und Hauptberuflich Beschäftigten dienen soll.